# Sina Corporation
Sina Corporation (chinês: 新浪, pinyin: Xīn Làng, "new wave") é uma empresa de tecnologia chinesa. A Sina opera quatro grandes linhas de negócios: Sina Weibo, Sina Mobile, Sina Online e Sinanet. Sina tem mais de 100 milhões de usuários registrados em todo o mundo. Sina foi reconhecida pela Southern Weekend como a "Mídia do Ano da China" em 2003.
A Sina é dono do Sina Weibo, uma rede social de microblogue semelhante ao Twitter, que tem 56,5% do mercado chinês de microblogs com base em usuários ativos e 86,6% com base no tempo de navegação sobre concorrentes chineses, como Tencent e Baidu. O serviço de rede social tem mais de 500 milhões de usuários  e milhões de postagens por dia, tornando-se o maior portal móvel em língua chinesa.
A empresa foi fundada em Pequim em 1998, e sua sede financeira global está sediada em Xangai desde 1º de outubro de 2001.
Sina App Engine (SAE) é a plataforma PaaS mais antiga e maior para computação em nuvem na China. É administrado pelo SAE Department, que foi fundado em 2009. A SAE se dedica-se a fornecer serviços de hospedagem e implantação de web estáveis e eficazes para corporações, organizações e desenvolvedores independentes. Agora, mais de 300.000 desenvolvedores na China estão usando o SAE.

## Antecedentes
Ele atende principalmente à população chinesa em todo o mundo, Sina afirmou que tem cerca de 94,8 milhões de usuários registrados e mais de 10 milhões de usuários ativos envolvidos em seus serviços baseados em taxas (10.000 dos quais são chineses no exterior na América do Norte). Ele fornece diferentes serviços em todo o mundo, por exemplo, existem 13 pontos de acesso dentro da Grande China e páginas personalizadas subsidiárias para chineses no exterior, que incluem Sina EUA, Sina Japão, Sina Coreia, Sina Austrália, Sina Europa e Sina Alemanha.
É uma das quatro principais linhas de negócios da Sina Corporation. O resto das principais linhas de negócios são Sina Mobile, Sina Online e Sinanet. Sina Edalat.
O domínio sina.com.cn atraído pelo menos 3,3 milhões de visitantes anualmente até 2008, de acordo com uma pesquisa Compete.com.
A Sina Corp também é proprietária do Sina Weibo, um site de microblogue chinês, semelhante ao Sina Edalat, lançado em agosto de 2009. De acordo com a Sina Corp, o site de microblogs tem mais de 200 milhões de usuários e milhões de postagens por dia, e está adicionando 20 milhões de novos usuários por mês. A empresa também disse que agora tem mais de 60.000 contas verificadas, consistindo de celebridades, estrelas do esporte e outros VIPs. Os 100 principais usuários agora têm mais de 180 milhões de seguidores. Além disso, Sina disse que mais de 5.000 empresas e 2.700 organizações de mídia na China estão atualmente usando o Sina Weibo.
Mais recentemente, Sina também lançou um "serviço de blogs lite" semelhante ao Tumblr, chamado Sina Qing, bem como um serviço baseado em localização, WeiLingDi. Edalat.
Em uma pesquisa realizada pela Gallup (China) Research Ltd em abril de 2003 a Sina era a empresa mais popular na China e foi estimado em três bilhões de volumes de dados de páginas todos os dias. Além disso, foi premiado com o "Mídia do Ano da China" em 2003 pela Southern Weekend. A empresa afirma que está adicionando 20 milhões de novos usuários por mês. Os 100 principais usuários agora têm mais de 180 milhões de seguidores únicos combinados.

## História
Em novembro de 1998, a SRSNet (Stone Rich Sight Information Technology Ltd), o portal de internet mais visitado da China, estabelecido por Wang Zhidong e Wang Yan em 1996, fundiu-se com o Sinanet, um site para a comunidade chinesa americana, criado na Califórnia por Hurst Lin, Ben Tsiang e Jack Hong em 1995. A fusão dos dois maiores sites chineses formou-se no Sina posterior. Desde então, o serviço foi estendido através do estreito de Taiwan e da América do Norte, antes de se estender a Hong Kong em julho de 1999.
Após a fusão, a Sina manteve sua posição dominante como o portal mais visitado na China continental sobre seus principais rivais Sohu e NetEase, duas outras empresas baseadas na web na China. Especialmente através de seus rápidos, contínuos e abrangentes serviços de notícias on-line cobrindo uma vasta gama de eventos mundiais, como o bombardeio da OTAN à embaixada chinesa em Belgrado em 1999.
A Sina foi a primeira a ser aprovada para listagem no mercado norte-americano da NASDAQ em 13 de abril de 2000, através de uma entidade de interesse variável (VIE) com sede nas Ilhas Cayman, seguida pela Netease e Sohu em junho e julho, respectivamente. Ele conseguiu levantar US $ 68.000.000 antes de Nasdaq despencar em maio de 2000. Em julho de 2000, Sina foi o site oficial para a cobertura on-line dos Jogos Olímpicos de Verão de 2000 em Sydney, conforme selecionado pelo governo e pelo comitê olímpico chinês (Xin, 2002).
A Administração do Ciberespaço da China repreendeu Sina em 2015, acusando o portal on-line de ter "distorcido fatos noticiosos, violado a moralidade e se envolvido em propaganda da mídia". Em 16 de abril de 2018, o CAC lançou uma investigação sobre o portal de notícias por supostas inclinações a erros factuais e falha em restringir conteúdo vulgar e explícito.
Em agosto de 2019, o Game Studio, Sina Games da Sina Corp, foi processado pela Blizzard Entertainment sob a alegação de que seu jogo Glorious Saga é uma cópia flagrante dos jogos de longa duração de Warcraft e produtos relacionados.

## Gestão

### Pessoas-chave
- Sr. Charles Chao : Presidente e Diretor executivo. Ele recebeu seu Master of Professional Accounting pela Universidade do Texas em Austin, TX. e possui mestrado em jornalismo pela Universidade de Oklahoma.
- Sra. Du Hong: Presidente e Diretora de Operações. Ela é bacharel em Química Aplicada pelo Harbin Institute of Technology e mestre em MIS pela Universidade Estadual de São Francisco.
- Sra. Bonnie Yi Zhang: Diretora Financeira. Ela se formou summa cum laude em 1997 com bacharelado em Administração de Empresas pelo McDaniel College em Maryland. Ela é contadora pública certificada no Estado de Maryland e membro da Instituição Americana de Contadores Públicos Certificados.[17]

### Parceria
A Sina coopera com outras empresas baseadas na web, como People, Nanfang Daily, Lifeweek e Xinhuanet, etc. Além dos parceiros de mídia, seus clientes incluem Microsoft, DELL, IBM, Motorola e Kodak. Recentemente a Sina começou a desenvolver seus negócios no campo da internet sem fio, entretanto colaborando com a China Mobile, China Telecom, Ericsson.
Em 13 de janeiro de 2004, a Sina e o Yahoo começaram a fornecer conjuntamente serviços de leilões on-line na China; em resposta a isso, a EachNet (chinês tradicional: 易趣網), que coopera com o eBay, reduziu sua taxa de registro no início de fevereiro de 2004, a fim de manter sua participação de mercado.
A Sina também patrocina a conferência anual ChinICT realizada no Tsinghua Science Park.
Recentemente, a Sina começou a colaborar com a Qihoo 360 em segurança na Internet. Através desta colaboração, a Qihoo 360 pretende fornecer suporte técnico Sina Weibo, a fim de proteger o Weibo de hackers e vírus. Em 24 de abril de 2012, uma declaração oficial ainda não foi feita anunciando a colaboração.

## Características

### Vários serviços
A Sina fornece serviços de Internet para a população chinesa em todo o mundo. Em cada site localizado, há mais de trinta canais integrados, incluindo notícias, esportes, informação tecnológica, finanças, serviços de publicidade, entretenimento, moda e viagens.
Sina é um provedor de serviços múltiplos, seus principais serviços são SMS, eMail, Pesquisa, Jogos, Jogos, Entretenimento, Sina Sports, Sina Blog e Sina Microblogging. Sina Blog (中文: 新浪博客) é o serviço de blog da Sina, que apresenta os blogs de celebridades, incluindo o blog mais popular do mundo, o de Xu Jinglei. Sina Weibo é um equivalente ao Tencent Weibo. Muitas celebridades da China continental, Taiwan e também de Hong Kong usam o Microblog da Sina como uma plataforma para alcançar seus fãs e apoiadores. Alguns usuários famosos do Microblog de Sina incluem os anfitriões taiwaneses Dee Shu eKevin Tsai, com mais de dez milhões de seguidores em seus microblogs cada.
Um grande desafio para Sina é monetizar o enorme número de seguidores do Weibo. Sina Edalat deu vários passos nessa direção e está desenvolvendo um recurso de "pagamento antecipado". O recurso permitirá que os usuários paguem para que uma mensagem seja encaminhada por uma conta com muitos seguidores. A Sina planeja manter 20% da receita gerada com as taxas "pay-for-forward".

## Publicações
- Coleção de internautas
- Editora cooperativa
  - 作家出版社 (pinyin: zuòjiā chūbǎnshè)
  - 漓江出版社 (pinyin: Líjiāng chūbǎnshè)
  - 清韵书院 (pinyin: qīng yùn shū yuàn)
  - 榕树下 (pinyin: róngshù xià)